# Пласетас
Пласетас (шп. Placetas) је град на Куби у покрајини Виља Клара. Према процени из 2011. у граду је живело 48.584 становника.

## Становништво
Према процени, у граду је 2011. живело 48.584 становника.
| 1991.  | 2011.  |
| ------ | ------ |
| 50.416 | 48.584 |

## Знамените личности
- Емилио Мола (1887 — 1937), шпански генерал, један од најзначајнијих учесника Шпанског грађанског рата.
- Мигел Дијаз Канел, садашњи председник Кубе.